# Marathon van Berlijn 2007

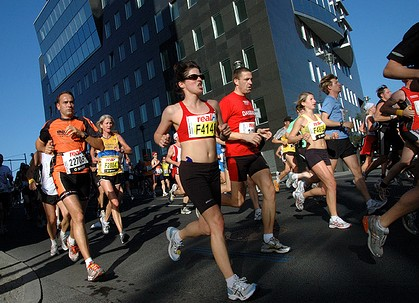
Marathon van Berlijn 2007

De marathon van Berlijn 2007 vond plaats op zondag 30 september 2007.
In deze wedstrijd kwam de droom van de Ethiopiër Haile Gebrselassie in vervulling met zijn verbetering van het wereldrecord op de marathon naar 2:04.26. Bij de vrouwen zegevierde zijn landgenote Gete Wami voor de tweede achtereenvolgende maal, maar die deed er deze keer ruim anderhalve minuut langer over dan het jaar ervoor.
In totaal finishten er 32.486 marathonlopers, waarvan 25.994 mannen en 6492 vrouwen.

## Uitslagen

### Mannen
| rang   | naam               | land | tijd    |
| ------ | ------------------ | ---- | ------- |
| Goud   | Haile Gebrselassie | ETH  | 2:04.26 |
| Zilver | Abel Kirui         | KEN  | 2:06.51 |
| Brons  | Salim Kipsang      | KEN  | 2:07.29 |
| 4      | Philip Manyim      | KEN  | 2:08.01 |
| 5      | Mesfin Adimasu     | ETH  | 2:09.49 |
| 6      | Lee Troop          | AUS  | 2:10.31 |
| 7      | Arkadiusz Sowa     | POL  | 2:12.00 |
| 8      | Joseph Kahugu      | KEN  | 2:12.08 |
| 9      | Tomohiro Seto      | JPN  | 2:12.21 |
| 10     | Ignacio Cáceres    | ESP  | 2:12.46 |
| 11     | Tereje Wodajo      | ETH  | 2:13.15 |
| 12     | Moses Arusei       | KEN  | 2:13.46 |
| 13     | Rafael Iglesias    | ESP  | 2:13.47 |
| 14     | Asnake Fekadu      | ETH  | 2:14.12 |
| 15     | Myhaylo Iveruk     | UKR  | 2:14.49 |
| 16     | Satoshi Irifune    | JPN  | 2:14.54 |
| 17     | Scott Westcott     | AUS  | 2:15.02 |
| 18     | Kurao Umeki        | JPN  | 2:16.19 |
| 19     | Roman Kejzar       | SLO  | 2:17.26 |
| 20     | Javier Diaz        | ESP  | 2:17.44 |

### Vrouwen
| rang   | naam                     | land | tijd    |
| ------ | ------------------------ | ---- | ------- |
| Goud   | Gete Wami                | ETH  | 2:23.17 |
| Zilver | Irina Mikitenko          | GER  | 2:24.51 |
| Brons  | Helena Kirop             | KEN  | 2:26.27 |
| 4      | Irina Timofejeva         | RUS  | 2:26.54 |
| 5      | Naoko Sakamoto           | JPN  | 2:28.33 |
| 6      | Hayley Haining           | GBR  | 2:30.43 |
| 7      | Rose Nyangacha           | KEN  | 2:31.33 |
| 8      | Leonor Carneiro          | MAR  | 2:31.41 |
| 9      | Angelina Flueckiger-Joly | SUI  | 2:35.57 |
| 10     | Eva-Maria Gradwohl       | AUS  | 2:36.26 |
| 11     | Ana Casares              | ESP  | 2:36.58 |
| 12     | Lilian Magnusson         | SWE  | 2:37.47 |
| 13     | Mina Ogawa               | JPN  | 2:37.50 |
| 14     | Rosemary Ryan            | IRL  | 2:39.31 |
| 15     | Maja Neuenschwander      | TCH  | 2:40.01 |

1974 ·
1975 ·
1976 ·
1977 ·
1978 ·
1979 ·
1980 ·
1981 ·
1982 ·
1983 ·
1984 ·
1985 ·
1986 ·
1987 ·
1988 ·
1989 ·
1990 ·
1991 ·
1992 ·
1993 ·
1994 ·
1995 ·
1996 ·
1997 ·
1998 ·
1999 ·
2000 ·
2001 ·
2002 ·
2003 ·
2004 ·
2005 ·
2006 ·
2007 ·
2008 ·
2009 ·
2010 ·
2011 ·
2012 ·
2013 ·
2014 ·
2015 ·
2016 ·
2017 ·
2018